# Harald Weiler
Harald Weiler (* 1958 in Köln) ist ein deutscher Schauspieler und Theaterregisseur.

## Leben
Von 1978 bis 1982 absolvierte Harald Weiler ein Sportstudium an der Sporthochschule Köln, im Jahr seines Abschlusses begann er in der Domstadt seine bis 1985 dauernde künstlerische Ausbildung an der Schauspiel-Lehrwerkstatt. 1984 trat er sein erstes Engagement am Hamburger Thalia Theater an. Weitere Stationen seiner Bühnenlaufbahn waren Essen, Hannover, Köln, Lübeck und Neuss. Seit 1997 ist Weiler freischaffend tätig und überwiegend an Hamburger Bühnen zu sehen, neben dem Thalia Theater an den Kammerspielen, am Altonaer Theater, auf Kampnagel und an der Komödie Winterhuder Fährhaus.
Seit 2009 führt Weiler auch umfangreich Regie, ebenfalls vornehmlich in Hamburg. Inszenierungen Weilers waren bislang an den bereits genannten Bühnen, ferner am Ohnsorg-Theater und dem Lichthof zu sehen. Abstecher machte er u. a. an das  Stadttheater Pforzheim, zur Shakespeare Company in Bremen und an das Theater Lüneburg.
Daneben übernimmt Weiler immer wieder auch Rollen vor der Kamera. Zwischen 2001 und 2008 hatte er einen durchgehenden Part in den Tatort-Episoden um den Hamburger Kommissar Jan Casstorff, gespielt von Robert Atzorn.
Harald Weiler ist weiterhin als Schauspielcoach tätig.  Er lebt in Hamburg.

## Filmografie (Auswahl)
- 1987: Lindenstraße – Die letzte Chance
- 1997: Faust – Auf den Tag genau
- 1999: Der Solist – Kein Weg zurück
- 1999: Die Cleveren – Der Polizeifan
- 2003: SK Kölsch – Ochsentour
- 2004: Bella Block: Das Gegenteil von Liebe
- 2003: SK Kölsch – Verlorene Herzen
- 2005: Willkommen im Club
- 2006: Großstadtrevier – Rampensau
- 2007: Post Mortem – Beweise sind unsterblich – Hundefutter
- 2007: Adelheid und ihre Mörder – Lebendige Leichen gibt es nicht
- 2009: Die Pfefferkörner – Kirchenklau
- 2011: Marie Brand und die letzte Fahrt
- 2012: Der Dicke – Zu viele Köche
- 2012: SOKO Wismar – Brandbeschleuniger
- 2012: Herzversagen
- 2017: SOKO Wismar – Der letzte Zeuge
- 2025: Nord bei Nordwest – Haare? Hartmann!
- Tatort
  - 2001: Exil!
  - 2001: Hasard!
  - 2002: Der Passagier
  - 2002: Undercover
  - 2003: Harte Hunde
  - 2003: Mietsache
  - 2004: Verlorene Töchter
  - 2005: Ein Glücksgefühl
  - 2005: Im Alleingang
  - 2006: Feuerkämpfer
  - 2006: Schattenspiele
  - 2007: Liebeshunger
  - 2007: Investigativ
  - 2008: Und tschüss

## Hörspiele
- 1983: Suchen Sie Paul Koslowski! – Autoren: Stefan Richwien und Franz-Maria Sommer – Regie: Klaus Wirbitzky
- 1983: Missachtete Vorfahrt – Autor: Rainer Puchert – Regie: Dieter Carls
- 1983: Ada und Evald – Autorin: Monika Maron – Regie: Hans Gerd Krogmann

## Auszeichnungen
- 2012: Rolf-Mares-Preis für die Inszenierung Der Wind macht das Fähnchen am Theater Kontraste in der Komödie Winterhuder Fährhaus
- 2016: Pegasus-Preis an das Theater Kontraste für die Inszenierung Unter Verschluss

Darüber hinaus Einladungen zum Berliner Theatertreffen und den Wiener Festwochen von Inszenierungen des Thalia Theaters unter Mitwirkung Harald Weilers.